# Zlatko Saračević
Zlatan "Zlatko" Saračević (Banja Luka, 5 de julio de 1961-Koprivnica, 21 de febrero de 2021) fue un jugador de balonmano croata que jugaba como lateral derecho. Fue uno de los componentes de la Selección de balonmano de Yugoslavia hasta su desintegración en 1991, y en adelante de la Selección de balonmano de Croacia con la que disputó 81 partidos internacionales en los que anotó 244 goles.

## Carrera deportiva
Producto de la prolífica cantera del RK Borac Banja Luka, fue uno de los jugadores yugoslavos de mayor futuro de principios de los 80, con cuya selección junior se proclamaría campeones del mundo de la categoría, derrotando a la entonces invencible Unión Soviética en la final. Con la selección absoluta conseguiría el Campeonato del Mundo de 1986 y dos años más tarde la medalla de bronce en los Juegos Olímpicos de Seúl de 1988. 
Con la creciente tensión política en Yugoslavia, Saračević que era hijo de padre musulmán y madre croata, decidió abandonar Banja Luka, la capital serbia de Bosnia-Herzegovina, poniendo rumbo a Zagreb para enrolarse en las filas del RK Medveščak Zagreb, donde conseguirían dos títulos de copa.
Tras siete años en el balonmano francés, donde ganaría dos ligas con el USAM Nîmes, volvería a Croacia fichando por el RK Zagreb, que mantendría su dominio implacable en las competiciones croatas alcanzando además dos veces más la final de la Liga de Campeones, siendo derrotado claramente en ambas por el FC Barcelona. Además tendría otras actuaciones individuales destacadas como los 11 goles que marcó al FC Barcelona en la final de la Supercopa de Europa de 1998.
En 2000, tras el fracaso de su selección en el Campeonato de Europa celebrado precisamente en Croacia,  en el que finalizaron en sexta posición y por tanto no lograron la clasificación olímpica para los Juegos Olímpicos de Sídney, decidió dar por finalizada su trayectoria con su selección nacional, con la que precisamente se había proclamado campeón olímpico cuatro años antes. 
Al finalizar esta temporada, ficharía por el MKB Veszprém KC, donde formaría parte de una pequeña colonia de jugadores croatas acompañado de Božidar Jović y Mirza Džomba, liderados en el banquillo por el también croata Zdravko Zovko. En ambas temporadas en Veszprém conseguiría el título de liga húngara, acariciando en 2002 el cetro continental, al caer derrotado en la final de la Liga de Campeones por el SC Magdeburg. Saračević a sus casi 41 años marcaría 63 goles este año en esta competición, incluyendo 11 goles entre los dos partidos de la mencionada final.
Tras varias cortas experiencias en los banquillos de equipos menores de Croacia, Hungría y Bosnia, Saračević llegó en 2010 al organigrama técnico del RK Zagreb como entrenador de categorías inferiores y a partir de 2013 como entrenador asistente.

## Equipos
- RK Borac Banja Luka (1979-1987)
- RK Medveščak Zagreb (1987-1990)
- USAM Nîmes (1990-1993)
- Girondins de Bordeaux HBC (1993-1994)
- US Créteil HB (1994-1995)
- Istres OPH (1995-1997)
- RK Zagreb (1997-2000)
- MKB Veszprém KC (2000-2002)
- Zamet Crotek Rijeka (2002-2003)

## Palmarés
RK Medveščak Zagreb
- Copa de Yugoslavia 1989, 1990

 USAM Nîmes
- Liga de Francia 1991, 1993

 RK Zagreb
- Liga de Croacia 1998, 1999, 2000
- Copa de Croacia 1998, 1999, 2000

 MKB Veszprém KC
- Liga de Hungría 2001, 2002
- Copa de Hungría 2002